# Souviens-toi de Jenny Rand
Souviens-toi de Jenny Rand (Try to Remember) est un téléfilm américain réalisé par Jeff Beesley et diffusé en 2004 à la télévision.

## Fiche technique
- Scénario : Jeff Martel, John Benjamin Martin
- Durée : 96 min
- Pays :  États-Unis

## Distribution
- Gabrielle Anwar : Lisa Monroe
- Max Martini : Joe O'Conner
- Diego Wallraff : Jake Mitchell
- Garry Chalk : Stuart Kling
- David Richmond-Peck (en) : Benny Thomason
- Gerald Lenton Young : Fred Rand
- Sheila Paterson : Louise Dexter
- Andrea Runge : Jenny Rand
- Alan Bratt : Vinnie DiCampo
- Rosy Frier-Drydon : Helen Rand
- Ian Black : Ned Watts
- Kathryn Bracht : Docteur Nicole Ralston